# Iwankiw-Museum für Geschichte und Heimatgeschichte
Das Iwankiw-Museum für Geschichte und Heimatgeschichte (ukrainisch Іванківський історико-краєзнавчий музей) war ein Museum in Iwankiw, Oblast Kiew, Ukraine. Die Eröffnung fand am 21. Februar 1981 statt. Es befand sich auf einer archäologischen Stätte aus dem Mittelalter. Aufgrund von Erweiterungen der Sammlung wurde das Museum zwischen 2016 und 2018 umgebaut. Eine Ausstellung über Iwankiws jüdisches Erbe wurde 2021 gezeigt. Berichten zufolge wurde das Museum während des russischen Überfalls auf die Ukraine 2022 zerstört.

## Sammlung
Das Museum umfasste mehrere Ausstellungen: über Tschernobyl, Afghanistan und den Zweiten Weltkrieg, eine Sammlung von Werken der Künstlerin Marija Prymatschenko sowie Textilkunst von Hanna Veres und ihrer Tochter Valentina (Großbritannien). Prymatschenkos Karriere begann in der Iwankiwer Genossenschaft Stickereiverband. Die Sammlung des Museums umfasste auch naturwissenschaftliche Belege sowie archäologische Objekte. Über 650 weitere Werke Prymatschenkos befinden sich im Nationalen Museum der ukrainischen dekorativen Volkskunst.

## Zerstörung

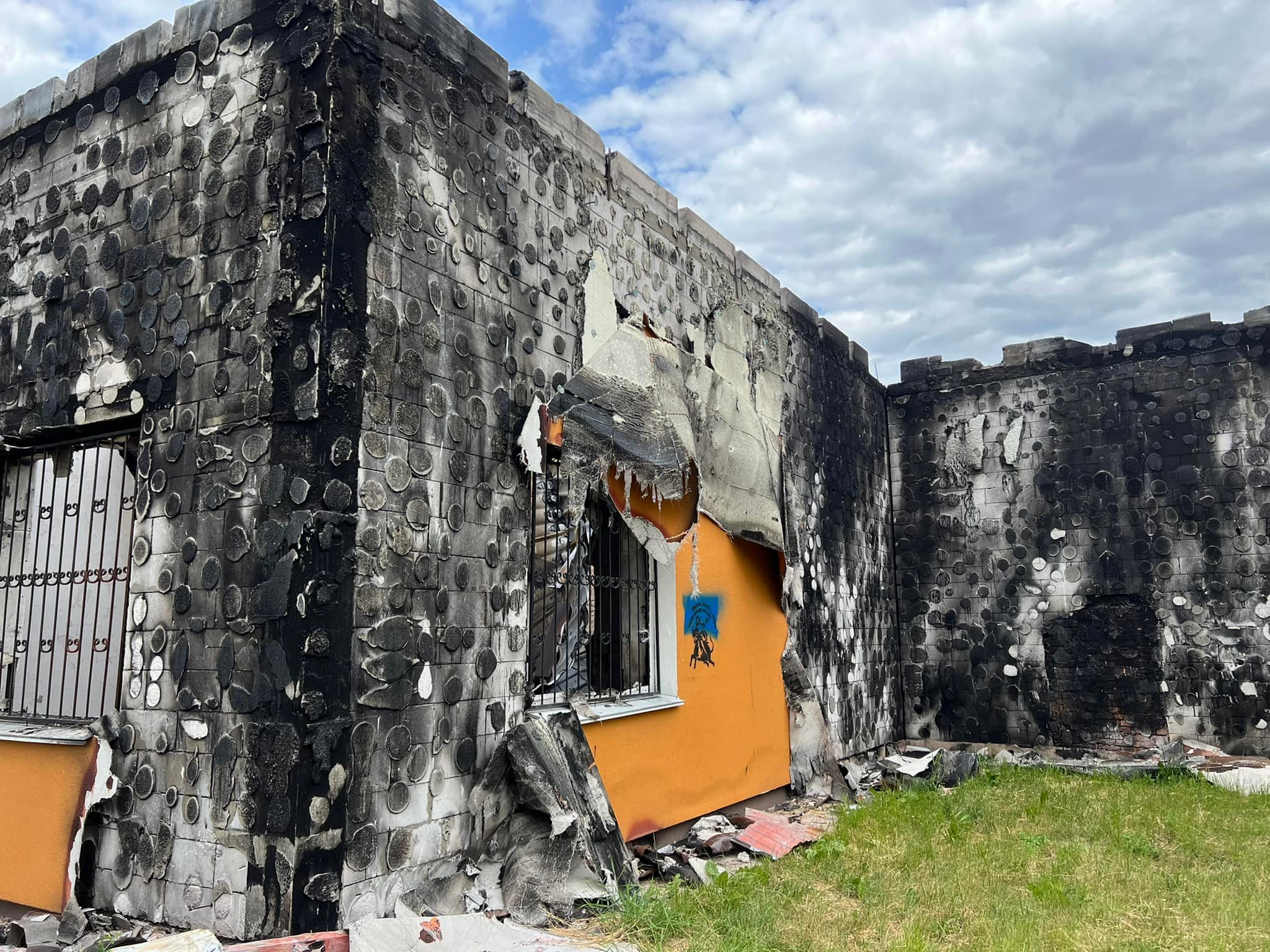
Museumsruinen

Am 27. Februar 2022, während der Schlacht von Iwankiw, eines militärischen Gefechts während des Russischen Überfalls, wurde das Museum Berichten zufolge niedergebrannt und über zwanzig Werke der Künstlerin Prymatschenko zerstört.

## Reaktionen
Laut einem Beitrag der Journalistin Tanja Gontscharowa in den Sozialen Medien gelang es Einheimischen, einige von Prymachenkos Werken vor dem Feuer zu retten. Laut einem Interview mit Prymatschenkos Urenkelin Anastasija Prymatschenko in The Times wurden zehn ihrer Werke von einem Einheimischen gerettet, der das Museum betrat, während es brannte. Wlada Litowschenko, Direktorin des Kulturreservats Wyschhorod, bezeichnete den Verlust in einem Beitrag in den Sozialen Medien als unersetzlich.
Am 28. Februar veröffentlichte der Internationale Museumsrat (ICOM) eine Erklärung, in der er die vorsätzliche Zerstörung durch Feuer verurteilte. Er fürchtet um das ukrainische Kulturerbe und erwartet von beiden Ländern, dass sie als Vertragsstaaten der Haager Konvention zum Schutz von Kulturgut bei bewaffneten Konflikten entsprechend handeln. Der ICOM warnte alle interessierten Parteien, auf einen möglichen Anstieg des Schmuggels von Kulturgütern aus der Region zu achten, und erinnerte alle nationalen Regierungen in der Region an ihre internationalen rechtlichen Verpflichtungen zum Schutz des beweglichen Kulturerbes im Rahmen des UNESCO-Übereinkommens von 1970. Der Kulturminister der Ukraine, Oleksandr Tkatschenko, forderte, Russland die UNESCO-Mitgliedschaft zu entziehen.